# Моделирование трафика
Моделирование трафика — создание стохастической модели потоков трафика в сети, к примеру это может быть сотовая или компьютерная сеть.
Моделирование пакетов — это создание потока пакетов в сети с коммутацией пакетов. Такой моделью является en:web traffic model, это такая модель данных, которая передаётся или принимается пользовательским веб-браузером. Эти модели активно используются во время разработки телекоммуникационных технологий для анализа производительности и ёмкости различных протоколов, алгоритмов или топологий сети.
Производительность сети анализируются средствами измерения трафика в тестовой (стендовой) сети, с использованием генератора трафика (например: iperf, en:bwping или en:Mausezahn). Генераторы трафика посылают шаблонные или случайные пакеты, чаще всего с уникальным идентификатором пакета, делая возможным отслеживание порядка получения пакетов в сети.
Численный анализ использующий имитационное моделирование сети чаще всего самый эффективный подход. Аналитический подход, использующий теорию массового обслуживания, может использоваться для упрощённых моделей трафика, но он также сложен, если будет использоваться реалистичная модель трафика.
Модель упрощённых пакетов данных — это модель, использующая модель en:greedy source (модель жадного источника). Она используется при анализе максимальной пропускной способности для best-effort трафика (без любых гарантий качества обслуживания). Многие генераторы используют эту модель.
Другие традиционные упрощённые модели генерации трафика для данных типа circuit-switched также как пакетные данные, являются Пуассоновским процессом, в котором число приходящих пакетов или количество вызовов в единицу времени следуют Пуассоновскому распределению. Длина каждого телефонного вызова обычно моделируется как экспоненциальное распределение. Число одновременных телефонных звонков следует распределению Эрланга.
Между прочим, эта модель низкозатратная по памяти, что означает что она не отражает неравномерную природу данных пакетов, известное также как длинно-связанная зависимость. Для более приближенных к реальности моделей самоподобных процессов, таких как распределение Парето может быть использована модель en:long-tail traffic.
Само содержание данных обычно не моделируется. Между тем, если содержимое анализируется на принимающей стороне, к примеру вычисление en:bit-error rate, предполагается использовать процесс Бернулли, например случайная последовательность независимых двоичных чисел.
Есть хотя бы две стандартизированные модели генерации трафика для беспроводных packet-switched сетей: модель 3GPP2 и модель 802.16. Модель 3GPP2 намного более сложная в реализации, но это предполагает получение более приближённых к реальности результатов. Модель 802.16 намного проще в реализации.

## Модель 3GPP2
Модель 3GPP2 подробно в официальной документации. Этот документ описывает следующие типы генераторов трафика:
- Загрузка (Download):
  - HTTP/TCP
  - FTP/TCP
  - WAP
  - почти real-time Видео
  - Голосовая почта
- Выгрузка (Upload):
  - HTTP/TCP
  - FTP/TCP
  - WAP
  - Голосовая почта
  - Мобильная игровая сеть (Mobile Network Gaming)

Главная идея: частично реализовать HTTP, FTP и TCP протоколы. Например, генератор HTTP трафика симулирует загрузку веб-страницы, содержащую небольшое число малых объектов (вроде картинок). Поток TCP (это причина того, почему TCP генератор должен быть в этой модели) используется для загрузки этих объектов согласно спецификациям HTTP1.0 или HTTP1.1. Эти модели загружают детали работы этих протоколов. Передача голоса, WAP и Игровая сеть моделируются наименее сложным способом.

## Модель 802.16 (Wireless MAN)
Модель 802.16 намного проще. Она представляется в нескольких 802.16 TG3 contributions. Главная идея определить три базовые модели:
- Interrupted Poisson Process (IPP)
- Interrupted Discreet Process (IDP)
- Interrupted Renewal Process (IRP)

и помешать их вместе для того чтобы симулировать разные типы веб-трафика. Каждый прерванный процесс может быть либо включен либо выключен (in ON or OFF state). Пакеты генерируются только во включенном состоянии. Длина периодов включений и выключений, размеров пакетов, интервалов между ними определяется отдельно в каждой модели, таким образом эти модели отличаются определёнными параметрами. Эти модели можно смешать вместе, например: 4IPP — это четыре IPP потока с разными параметрами.
HTTP и FTP симулируются как 4IPP; VoIP симулируется как IDP, 2IDP, 4IDP; Видео симулируется как 2IRP.